# Hokuso-Railway
La Hokuso-Railway Co.,Ltd. (北総鉄道株式会社, Hokusō Tetsudō Kabushiki-gaisha) est une compagnie de transport de passagers qui exploite une ligne de chemin de fer dans la préfecture de Chiba au Japon. Son siège social se trouve dans la ville de Kamagaya.
La Hokuso-Railway est une filiale de la compagnie Keisei.

## Histoire
La compagnie a été fondée le 10 mai 1972. Elle ouvre la ligne Hokusō le 9 mars 1979.

## Ligne
La Hokuso-Railway possède la partie de la ligne Hokusō entre les gares de Keisei Takasago et Komuro, le reste de la ligne appartenant à la compagnie Chiba Newtown Railway. La Hokuso-Railway assure cependant l'exploitation de l'ensemble de la ligne.

## Matériel roulant

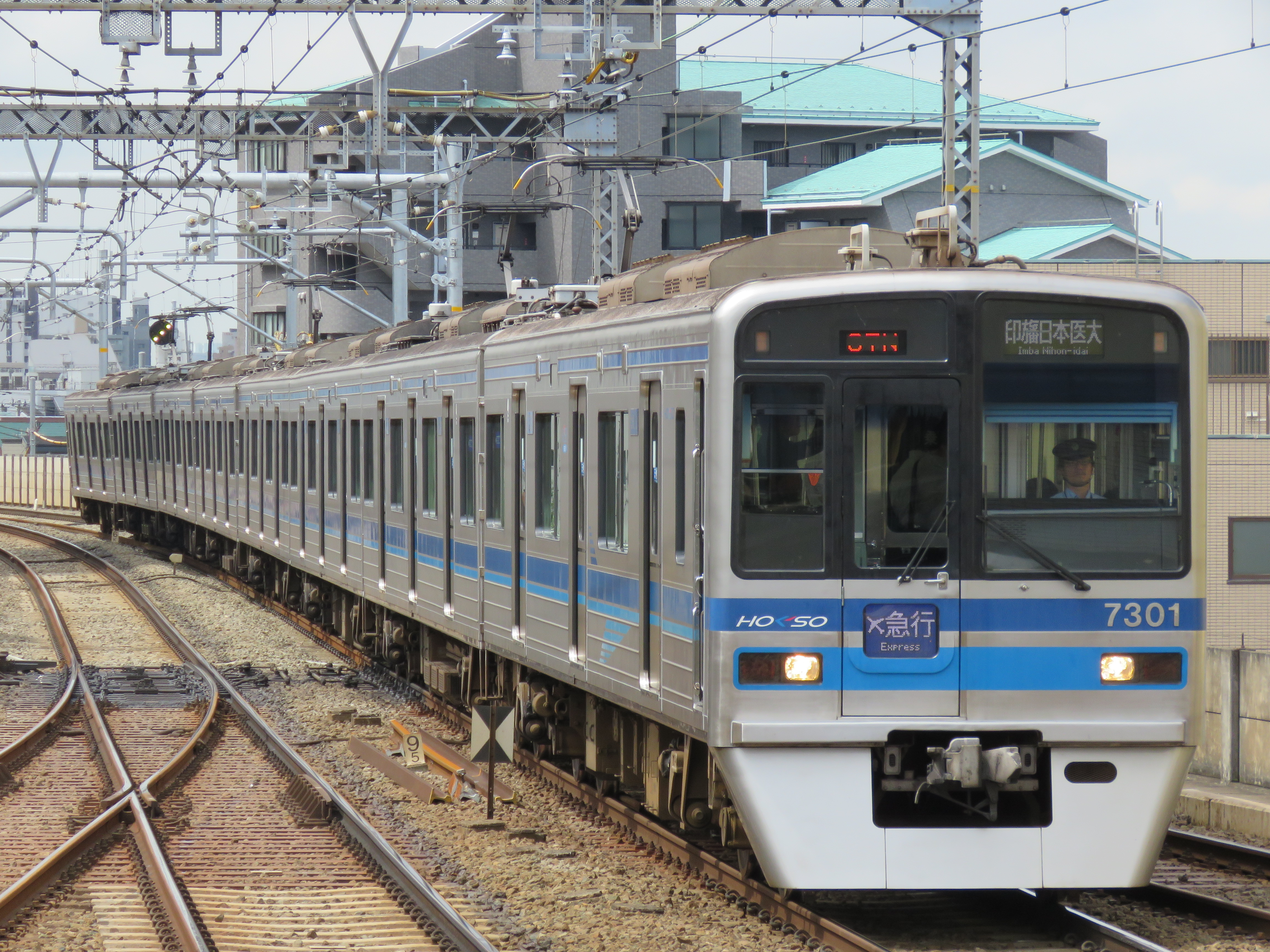
Série 7300
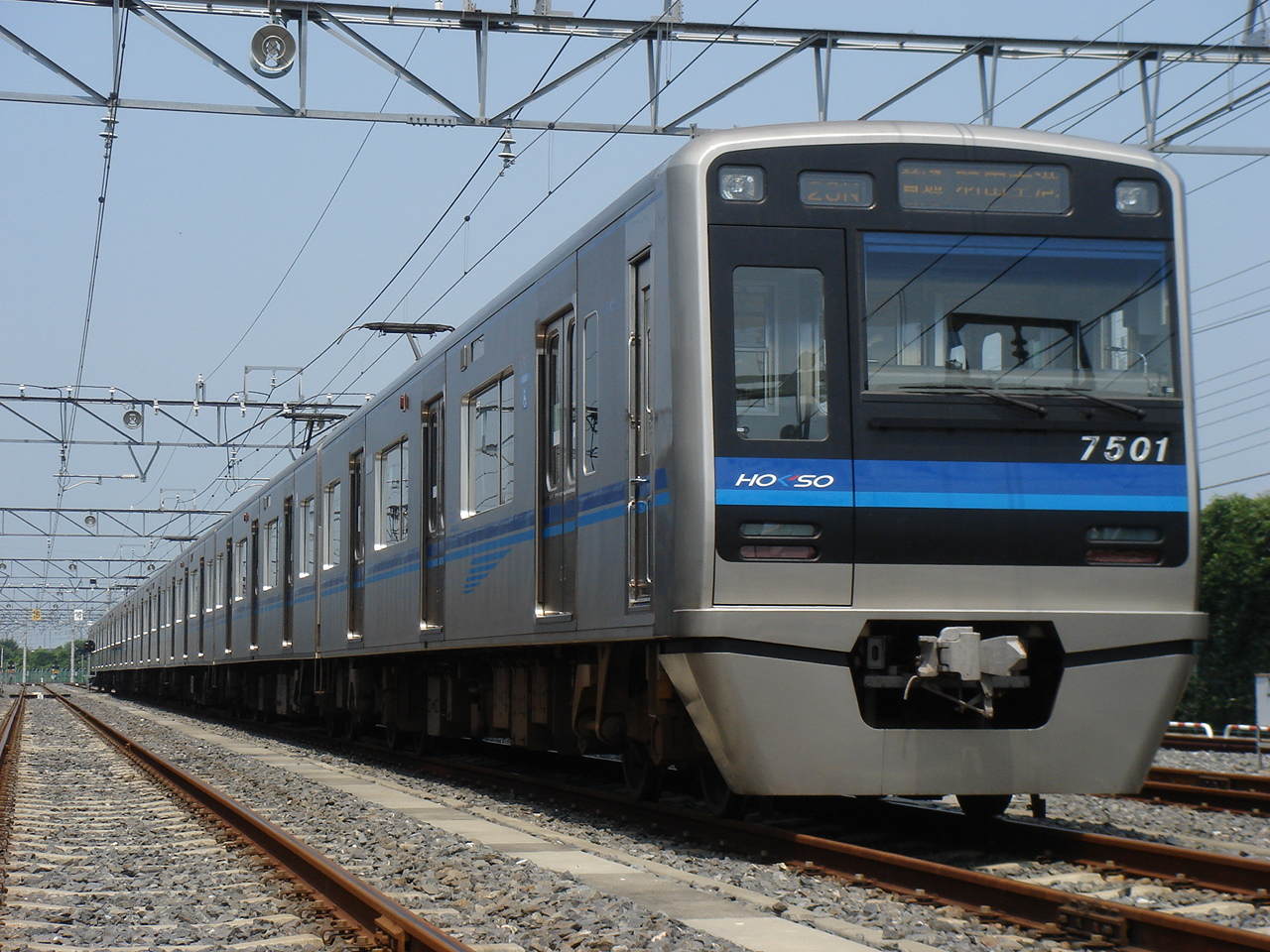
Série 7500